# Magara
Magara è una circoscrizione rurale (rural ward) della Tanzania situata nel distretto di Babati, regione del Manyara. Conta una popolazione di 15 336 abitanti (censimento 2012).